# Crippa (Sirtori)
Crippa è una località del comune di Sirtori in provincia di Lecco posta a sudest del centro abitato, verso Viganò.

## Storia
La località, che nel 927 è attestata come Creupa, nel XV secolo costituiva un borgo fortificato.
Registrato agli atti del 1751 come un villaggio milanese di soli 95 abitanti, alla proclamazione del Regno d'Italia nel 1805 risultava avere 104 residenti. Nel 1809 un regio decreto di Napoleone determinò la soppressione dell'autonomia municipale per annessione a Sirtori, ma il Comune di Crippa fu poi ripristinato con il ritorno degli austriaci nell'ambito della loro politica restauratrice. L'abitato non diede però alcun segno di crescita nei decenni successivi, tanto che fu lo stesso governo di Vienna a dover successivamente tornare sui suoi passi e riconoscere la razionalità dell'operato francese, tanto da deliberare nel 1844 la nuova e definitiva annessione a Sirtori.